# El Regadillo
El Regadillo är en ort i Mexiko.   Den ligger i kommunen Chicomuselo och delstaten Chiapas, i den sydöstra delen av landet, 800 km sydost om huvudstaden Mexico City. El Regadillo ligger 628 meter över havet och antalet invånare är 200.
Terrängen runt El Regadillo är varierad. Runt El Regadillo är det ganska tätbefolkat, med 111 invånare per kvadratkilometer. Närmaste större samhälle är Chicomuselo, 4,5 km nordost om El Regadillo. I omgivningarna runt El Regadillo växer huvudsakligen savannskog.